# فريتسن
فريتسن (بالألمانية: Wriezen) هي بلدة ألمانية تقع في براندنبورغ في ألمانيا. يقدر عدد سكانها بـ 8,105 نسمة .

## أعلام
- أوتو فون هوفمان